# Eugène Giraudet (danseur)
Pour les articles homonymes, voir Giraudet (homonymie) et Eugène Giraudet.
Eugène Giraudet (né le 30 novembre 1860 à Izieux, Saint-Chamond et mort le 10 mai 1916 rue Gay-Lussac à Paris 5e) est un professeur de danse, chorégraphe et musicien français, fils d'un ouvrier aux Forges Pétin et Gaudet d'Izieux.
Il a été président-fondateur de la Société des danseurs parisiens et président de l'Académie internationale des auteurs et maîtres de danse.

## Œuvres principales
- La Furlana, danse vénitienne extraite de la Gioconda de A. Ponchielli, théorie par E. Giraudet, Paris, s.d.
- Memento. Le Tango tel qu'on le danse dans les salons et familles, Paris, s.d.
- Méthode moderne pour bien apprendre la danse, éducation morale, physique, chorégraphique, tenue et maintien, Paris, s.d., lire en ligne sur Gallica.
- Nouveau guide de la danse, Paris, 1888.
- Traité de la danse, seul guide complet renfermant 200 danses différentes de salons, grands bals, sociétés, théâtre, concert ; province et étranger ; avec 500 dessins et figures explicatives, Paris, 1890.
- La Balance, nouvelle danse (avec théorie), Paris, 1897.
- La Danse, le maintien, l'hygiène & l'éducation. Seul guide complet approuvé par l'Académie, renfermant 1000 danses de tous les pays du monde pour salons, grands bals, sociétés, théâtre, concert, bals publics, province & étranger (500 dessins et figures). 2000 pas chorégraphiques avec théories et 1800 figures explicatives de cotillon. Tome I, Paris, 1897.
- Traité de la danse. Tome II. Grammaire de la danse et du bon ton à travers le monde et les siècles depuis le singe jusqu'à nos jours. 6341 danses ou pas différents et articles de tous genres sur la danse. 3333 figures de cotillon ; 2000 pas chorégraphiques; 658 danses de salons ; 150 quadrilles différents ; 200 articles sur les us et coutumes et les belles manières en toutes circonstances, Paris, 1900.
- Journal de la danse et du bon ton, Paris, 1905-1914, 260 numéros[3].
- Select, double boston international. Musique de Georges Hamel. Théorie de E. Giraudet, Paris, 1909.
- Pulcinelli, tarentelle parisienne, nouvelle danse de salon. Création et théorie de E. Giraudet, Paris, 1910.
- El Sanducero, tango criollo par Alfredo Gobbi. Théorie de E. Giraudet, Paris, 1910.
- Mes 40 leçons de tenue et maintien. Education physique, callisthénie ou l'art d'apprendre tous les exercices utiles à la santé, à la beauté et à l'hygiène du corps, Paris, 1911.
- Paris-métro, quadrille croisé. Théorie de E. Giraudet. Musique de Jules Desmarquoy, Paris, 1911.
- Pas des aviateurs, nouvelle danse de salon. Théorie de E. Giraudet, musique de Édouard Jouve, Paris, 1911.
- Troïka de Moscou, nouvelle danse à trois. Théorie de Giraudet, musique de Édouard Jouve, Paris, 1911.
- La Sherlokinette. Théorie de E. Giraudet. Musique de R. Vellenot et P. Marcus, Paris, 1912, lire en ligne sur Gallica.